# Bodó A. Ottó
Bodó A. Ottó (Sepsiszentgyörgy, 1974. január 10. –) erdélyi magyar dramaturg, kritikus, egyetemi adjunktus.

## Életpálya
Elemi és középiskolai tanulmányait szülővárosában végezte. 1992-ben érettségizett a Mikes Kelemen Líceumban. 1993–1994 között a Sepsiszentgyörgyi Művészeti Líceumban fotóművészetet oktatott. Szakmai tanulmányait a Babeș–Bolyai Tudományegyetem Bölcsészettudományi Karán, dramaturgia szakon végezte 1994–1998 között. 1999-ben magiszteri fokozatot szerzett az egyetem Színházművészet és előadáselmélet mesteri programjának keretében. 2011-ben a budapesti Színház- és Filmművészeti Egyetemen szerzett DLA fokozatú doktori címet (témavezetője Hegedűs D. Géza, a disszertáció címe A rendszerváltás utáni erdélyi magyar színház).
1998-tól a Babeș–Bolyai Tudományegyetem, Színház és Televízió Kar, Színházi Tanszék magyar tagozatának főállású oktatója (1998–2001 közt gyakornok, 2001–2005 közt tanársegéd, 2005-től egyetemi adjunktus, 2014-től docens), 2005–2007 között a BBTE Színház és Televízió Kar Kari Tanácsának tagja. 2007–2009 között a Sepsiszentgyörgyi Tamási Áron Színház kommunikációs igazgatója, 2009–2012 között a Szatmárnémeti Északi Színház Harag György Társulatának dramaturgja, a társulat PR-osztályának vezetője és a művészeti tanács tagja. 2012-2016 közt a BBTE Színház és Televízió Kara Magyar Színházi Intézetének igazgatója. 2022-től a Színház- és Filmművészeti Egyetem óraadója.

## Munkássága[2][3][4]

### Rendezés
- Marius von Mayenburg: Paraziták – BBTE Színház és Televízió Kar Magyar Színházi Intézet, 2013/2014-es évad
- …ma egy nap… – stand up dráma –  BBTE Színház és Televízió Kar Magyar Színházi Intézet, 2014/2015-ös évad
- beckett: Katasztrófa – CsAK!! 2021

### Dramaturgi munkák
- Harold Pinter: A gondnok – Csiky Gergely Állami Magyar Színház, Temesvár, 1995/96-os évad, rendező Radu Tempea
- Shakespeare: Téli rege – Kolozsvári Állami Magyar Színház, 2002/2003-as évad, rendező Keresztes Attila
- Véred íze – Katona József Színház, Budapest, 2003/2004-es évad, rendező Uray Péter
- Ibsen: A vadkacsa – Kolozsvári Állami Magyar Színház, 2003/2004-as évad, rendező Keresztes Attila
- Szép fehérség – Panboro Színház, Budapest, 2003/2004-es évad, rendező Uray Péter (Dramaturgiai konzultás)
- Ray Cooney: Egyszer kettő néha sok – Kolozsvári Állami Magyar Színház, 2004/2005-ös évad, rendező Keresztes Attila
- Kálmán Imre: Csárdáskirálynő – Tamási Áron Színház, Sepsiszentgyörgy, 2005/2006-os évad, rendező Keresztes Attila
- Barta Lajos: Szerelem – Csíki Játékszín, 2005/2006-os évad, rendező Keresztes Attila
- Heiner Müller: Kvaretett – Kolozsvári Állami Magyar Színház, Teatrul Nottara, Teatrul Metropolis, Csepürágó Alapítvány, 2006/2007-es évad, rendező Tompa Gábor
- Presser Gábor – Varró Dániel: Túl a Maszat-hegyen – Kolozsvári Állami Magyar Színház, 2006/2007-es évad, rendező Keresztes Attila
- Shakespeare: Windsori víg nők – Kolozsvári Állami Magyar Színház, 2006/2007-es évad, rendező Keresztes Attila
- Schönthan-Schönthan-Kellér: A szabin nők elrablása – Tamási Áron Színház, Sepsiszentgyörgy 2007/2008-as évad, rendező Keresztes Attila
- Kálmán Imre: Csárdáskirálynő – Komáromi Jókai Színház, 2007/2008-as évad, rendező Keresztes Attila
- Sarah Ruhl: Tiszta ház – Kolozsvári Állami Magyar Színház, 2008/2009-es évad, rendező Keresztes Attila
- Kozma Mária: Csillala mester – Kolozsvári Állami Magyar Színház, 2008/2009-es évad, rendező Keresztes Attila
- A.P. Csehov: Három nővér, Szatmárnémeti Északi Színház, Harag György Társulat, rendezte: Keresztes Attila – 2009. október 2.
- Szilágyi Andor: Leánder és Lenszirom, Szatmárnémeti Északi Színház, Harag György Társulat, rendezte: Keresztes Attila – 2010. május 28.
- Carlo Goldoni: Chioggiai csetepaté, Szatmárnémeti Északi Színház, Harag György Társulat, rendezte: Keresztes Attila – 2010. október 1.
- Kander – Ebb – Fosse: Chicago, Szatmárnémeti Északi Színház, Harag György Társulat, rendezte: Keresztes Attila – 2010. december 30.
- Spiró György: Az imposztor, Tamási Áron Színház, Sepsiszentgyörgy, rendezte Keresztes Attila – 2012. szeptember 20.

### Kötetei
- Bodó A. Ottó: Esti séták – Háromszék Vármegye Kiadó, Sepsiszentgyörgy, 2014
- Bodó A. Ottó: HÚSZ ÉV erdélyi magyar színháza (1990-2010) – Eikon, Kolozsvár, 2014
- Bodó A. Ottó: Játékrendek Erdélyben 1990-2022, Scoala Ardelena Kiadó, Kolozsvár, 2022.
- Bodó A. Ottó: Egy előadáskísérlet képei, Scoala Ardelena Kiadó, Kolozsvár, 2022.

### Fontosabb írásai
- A halál delíriuma – In: Csíkszereda város kulturális évkönyve, Polgármesteri Hivatal, 2000.
- (Ki)Útkeresők – In: Romániai magyar évkönyv 2001, Polis-Szórváy Alapítvány, Kolozsvár-Temesvár, 2001.
- Maszk nélkül – Az erdélyi magyar színházi struktúra – In: Romániai magyar évkönyv 2001, Polis-Szórváy Alapítvány, Kolozsvár-Temesvár, 2002.
- A buszmegállótól a játszma végéig – A kolozsvári magyar színház tizenkét évada c. kötetben (szerkesztette: Kelemen Kinga, KÁMSZ, Kolozsvár, 2000.) több, már megjelent írásom szerepel egészben vagy részleteiben
- Teatrul luminilor (Tribuna, nr. VIII/17/1996)
- Vérbe fúló komédia (Színház, nr. XXX/8/1997)
- Fakszimile tragédia (Színház, nr. XXXI/4/1998)
- Penészeskert (Színház, nr. XXXII/5/1999)
- Homo ludensek Párizstól Világvégéig (Korunk, nr. 6/1999)
- Soha nem lehetsz tökéletes (Korunk, nr. 6/1999)
- Találkozások (Korunk, nr. 6/1999)
- Függöny fel! (Függöny, 1999/1.)
- Torokszorító szórakozás (Függöny, 1999/1.)
- Deux spectacles de l’Apocalypse (Transylvanian Review, 1999/3. Autumn)
- Două spectacole ale Apocalipsei (Apostrof, 1999/11)
- A halál delíriuma (Világszínház, 2000. /1.)
- Süllyedő lelkek (Függöny, 2000. /2.)
- Csapatjáték (Világszínház, 2000/5-6)
- Bomló építőtelep (Világszínház, 2001/3)
- Szerencsés tizenhármas (Criticai Lapok, 2001/9.)
- A halál kertje (Függöny, 2001/3.)
- Örök játék (Függöny, 2002/2.)
- Történetet akarok mesélni (Világszínház, 2003/1-2.)
- Gyilkosok szerelme (Színház, 2003/3.)
- Nász az avaron (Criticai Lapok, 2003/5-6)
- Kicsit kicsi, kicsit… (Criticai Lapok, 2004/1)
- Cipő (Látó, 2005/1.)
- Elefánt (Látó, 2005/1.)
- Paradicsom (Látó, 2005/1.)
- Mikulás (Látó, 2005/1.)
- Kolozsvári ál-jegyzetek Pécsről (Criticai Lapok, 2005/9)
- Erdélyi drámák a rendszerváltás után – társszerző Kelemen Kinga (A Híd, 2007. márc.)
- Egy színház újjászületése – a sepsiszentgyörgyi Tamási Áron Színház 1990 után (Pro Minoritate 2010. tél)

### Kötetben megjelent fordítások
- Ioana Mărgineanu: Tóték (In: Rendezte: Harag György – OSZMI, Budapest, 2000.)
- Victor Parhon: A per (In: Rendezte: Harag György – OSZMI, Budapest, 2000.)

### Kritikusi munkája
- 1999-től a Függöny[halott link] színházművészeti folyóirat alapító-főszerkesztője
- 2001 januárjától tagja a Magyar Színházi Társaság, Magyar Színházi Kritikusok Céhének
- 2001 áprilisától a Don Quijote Színházi Egyesület alapító-alelnöke
- 2001 szeptemberében a IV. Kisebbségi Színházak Kollokviuma fesztivállapja, a FesztiválFüggöny főszerkesztője
- 2001 novemberében a Fiatal Kritikusok Vetélkedője zsűrijének tagja
- 2002 januárjától 2003 májusáig a Hamlet.ro elektronikus színházi műsorkalauz létrehozó-szerkesztője
- 2002 júliusában a Határon Túli Magyar Színházak XIV. Fesztiválja lapja, a Kisvárdai Lapok a főszerkesztője
- 2003 szeptemberében az V. Kisebbségi Színházak Kollokviuma zsűrijének tagja
- 2005 júniusában az V. POSZT zsűrijének tagja
- az AICT-IATC tagja
- 2009-ben a Reflex Nemzetközi Színházi Biennálé projektvezetője, IATC-AICT szeminárium szervezője
- 2012-ben a Reflex 2 Nemzetközi Színházi Biennálé keretében az In/between Reflex(ions) Archiválva 2012. május 11-i dátummal a Wayback Machine-ben projektvezetője

### Általa indított és/vagy szerkesztett honlapok

#### Színházak honlapjai
- A Sepsiszentgyörgyi Tamási Áron Színház weboldala – koncepció, szerkesztés
- A Harag György Társulat weboldala – koncepció, szerkesztés, grafika

#### Egyetemi honlap
- A BBTE Színház és Televízió Kar magyar tagozatának weboldala

#### Előadáshonlapok
- A Kövekkel a zsebében c. előadás oldala
- A Csárdáskirálynő c. előadás oldala
- A Paraziták c. előadás oldala

#### Más honlapok
- Kovács Lehel festőművész honlapja

### Beszélt nyelvek
Magyar, román, angol, német.